# Бульвар Санта-Моника
Бульвар Санта-Моника (англ. Santa Monica Boulevard) — улица в городе Лос-Анджелес, штат Калифорния, США. Бульвар Санта-Моника берёт начало в восточной части Голливуда и идёт через Западный Голливуд, Беверли-Хиллз, Западный Лос-Анджелес и Санта-Монику до пересечения с Оушн-авеню.
Бульвар Санта-Моника является одной из главных улиц Лос-Анджелеса, а также конечной частью автодороги Route 66 между Чикаго и Лос-Анджелесом, которая сыграла важную роль в развитии запада США и является признанным объектом истории и культуры.
Часть бульвара Санта-Моника, пересекающая Западный Голливуд, является центром русскоязычной общины Лос-Анджелеса — здесь расположены «русские» магазины, рестораны, на улице звучит русская речь.
Бульвар также упомянут в песне «Lost in Hollywood» группы System of a Down.

All you maggots
smoking fags on Santa Monica Blvd.

## Беспорядки 2020
31 мая 2020 года местные протесты, после убийства Джорджа Флойда, переросли в беспорядки, в результате которых были разрушены, разграблены и сожжены многочисленные здания на бульваре Санта-Моника, причем наиболее заметные разрушения произошли на месте популярного японского ресторана Sake House. Совладелец Wexler’s Deli, Майк Кассар, заявил сайту Eater, что «практически все заведения общественного питания в десяти кварталах были разгромлены».